# رامون باريا
رامون باريا (بالإسبانية: Ramón Barea)‏ (و. 1949 – م) هو ممثل من إسبانيا. ولد في بلباو.

## وصلات خارجية
- رامون باريا على موقع IMDb (الإنجليزية)
- رامون باريا على موقع ألو سيني (الفرنسية)
- رامون باريا على موقع أول موفي (الإنجليزية)
- رامون باريا على موقع قاعدة بيانات الأفلام السويدية (السويدية)
- رامون باريا على موقع قاعدة بيانات الفيلم (الإنجليزية)
- رامون باريا على موقع كينوبويسك (الروسية)